# 개령 홍씨
개령 홍씨(開寧 洪氏)는 경상북도 김천시 개령면을 본관으로 하는 한국의 성씨이다.

## 역사
시조 홍성원(洪成遠)은 고려조에 예빈성주부(禮賓省主簿), 동정(同正)을 지냈다.

## 본관
개령(開寧)은 경북 김천군(金泉郡)에 있는 지명으로 본래 변진(弁辰)의 감문소국(甘文小國)이다. 

## 참고 자료
- “개령홍씨(開寧洪氏)”. 뿌리를 찾아서.[깨진 링크(과거 내용 찾기)]